# Andrea Hauser
Andrea Hauser (geb. 1957) ist eine deutsche Kulturwissenschaftlerin, Publizistin, Dozentin und Kuratorin. Ihre Arbeitsschwerpunkte sind Alltagskultur-, Biografie- und Regionalforschung, museologische und ethnografische Themen.

## Leben
Hauser studierte von 1974 bis 1984 Empirische Kulturwissenschaft, Germanistik und Pädagogik an der Universität Tübingen. Anschließend war sie wissenschaftliche Mitarbeiterin bei verschiedenen Museen, dabei u. a. an der Neukonzeption des Städtischen Museum Ludwigsburg, des Städtischen Museum Esslingen und dem Historischen Museum Bremerhaven beteiligt. Hauser promovierte 1994 am Ludwig-Uhland-Institut für Empirische Kulturwissenschaft  der Universität Tübingen zum Thema: „Dinge des Alltags. Zur Sachkultur eines württembergischen Dorfes 1790–1900“.Von 1994 bis 1997 war sie  Leiterin des Heimatmuseums Grafschaft Hoya und des Stadtarchivs Hoya und von 1999 bis 2000 wissenschaftliche Mitarbeiterin in dem die EXPO 2000 begleitenden Ausstellungsprojekt „Moore, Sumpf und Klosterland. Lebensraum im Wandel“. In den Jahren 2001/2002 war sie Mitarbeiterin an einem Frauengeschichtsprojekt der Gemeinde Ritterhude.
Von 2003 bis 2005 war Hauser wissenschaftliche Mitarbeiterin im Forschungsprojekt „Urbanisierung, Raumerfahrung und Gender in Halle (Saale) 1870–1914“ für die Volkskundliche Kommission Sachsen-Anhalt e.V. und von Dezember 2008 bis Dezember 2011 Hauptbearbeiterin des Trachtenprojektes der Carl von Ossietzky Universität Oldenburg, Fakultät III, Sprach- und Kulturwissenschaften – Institut für Materielle Kultur. Parallel dazu ist Hauser seit 1991 Lehrbeauftragte an verschiedenen Universitäten bzw. wissenschaftliche Mitarbeiterin an universitären Forschungsprojekten, insbesondere zur Sachkulturforschung und Museologie. Beispielhaft genannt sei das DFG-Projekt "Erschließung und Digitalisierung des Nachlasses des Ägyptologen Adolf Erman (1854–1937) in der Staats- und Universitätsbibliothek Bremen genannt.  Seit 2007 ist Hauser freiberuflich als Publizistin und Kuratorin tätig. Sie kann auf eine langjährige Tätigkeit im Museums- und Ausstellungswesen zurückblicken.

## Werke (Auswahl)
- Dinge des Alltags. Studien zur historischen Sachkultur eines schwäbischen Dorfes. (= Ludwig-Uhland-Institut für Empirische Kulturwissenschaft, Untersuchungen. Bd. 82). Tübinger Vereinigung für Volkskunde, Tübingen 1994, ISBN 3-925340-87-4.
- Stuttgarter Frauen für den Frieden. Frauen – Politik – Alltag nach 1945. (= Frauenstudien Baden-Württemberg. Bd. 7). Silberburg-Verlag, Tübingen 1996, ISBN 3-87407-207-X.
- Halle wird Großstadt. Stadtplanung, Großstadtleben und Raumerfahrung in Halle a. d. Saale 1870 bis 1914. (= Beiträge zur Volkskunde für Sachsen-Anhalt. Bd. 2). [für Prof. Dr. Christel Köhle-Hezinger zum 60. Geburtstag], Volkskundliche Kommission für Sachsen-Anhalt e.V., Halle (Saale) 2006, ISBN 3-9810184-1-9.
- „Bescheiden in den Falten des Talars“? 50 Jahre Pfarrfrauenleben in der Bremischen Evangelischen Kirche (1959–2009) in Selbst- und Fremdbildern. [Hrsg.: Pfarrfrauendienst der Bremischen Evangelischen Kirche (jetzt Pfarrpartnerinnen und Pfarrpartner in der Bremischen Evangelischen Kirche) unter Mitarbeit der Dokumentationsgruppe Insa Beushausen ...] Edition Temmen, Bremen 2009, ISBN 978-3-86108-383-2.
- mit Klaus Berthold, Gerda Engelbracht und Rüdiger Hoffmann: Der Club zu Bremen 1783–2008. 225 Jahre in vier Jahrhunderten. Bremen 2009.
- dodenhof. das erste jahrhundert. Hrsg.: Dodenhof Immobilien- und Dienstleistungs-KG. Posthausen 2011.
- mit Gerda Engelbracht: Mitten in Hamburg. Die Alsterdorfer Anstalten 1945–1979. Kohlhammer Verlag, Stuttgart 2013, ISBN 978-3-17-023395-9.
- mit Andrea Esmyol: Frauen in der Reformationszeit in Bremen. Eine Vorstudie zur Neuordnung des Geschlechterverhältnisses im reformatorischen Umbruch der Hansestadt. Bremische Evangelische Kirche, Bremen 2014
- mit Karen Ellwanger und Jochen Meiners (Hrsg.): Trachten in der Lüneburger Heide und im Wendland. (= Visuelle Kultur. Studien und Materialien. Bd. 9). Waxmann, Münster/New York 2015, ISBN 978-3-8309-3208-6.
- mit Gerda Engelbracht: Der Friedhof Riensberg. Ein ausführliches Handbuch von A-Z. Edition Falkenberg, Bremen 2015, ISBN 978-3-95494-079-0.
- Ein Barackenrest als Zeuge der Geschichte: Eine Intervention. In: Alexander Kraus, Aleksandar Nedelkovski, Anita Placenti-Grau (Hrsg.): Ein Erinnerungs- und Lernort entsteht. Die Gedenkstätte KZ-Außenlager Laagberg in Wolfsburg. Campus, Frankfurt/New York 2018, ISBN 978-3-593-50972-3, S. 141–156.
- Der Nachlass Hinrich Knittermeyer (1891–1958) in der Staats- und Universitätsbibliothek Bremen. Staats- und Universitätsbibliothek Bremen 2018. (elib.suub.uni-bremen.de)
- „Helfen kann, mag kommen was da will, nur die Organisation!“ 1918 bis 1920. Die Entstehungszeit der Verfassung der Bremischen Evangelischen Kirche. Bremische Evangelische Kirche, Bremen 2018, ISBN 978-3-00-059757-2.
- International Fashion Shows: Creating Transcultural Relationships through Clothing. In: Heike Jenss, Viola Hofmann (Hrsg.): Fashion and Materiality: Cultural Practices in Global Contexts. Bloomsbury, London 2020, ISBN 978-1-350-22807-8, S. 241–259.
- Der Nachlass von Adolf Erman in der Staats- und Universitätsbibliothek Bremen: kommentiertes Kurzregister, Sammlungs- und Bestandsbeschreibung. Hrsg. von der SuUB Bremen 2021, doi:10.26092/elib/723.